# 發一崇德

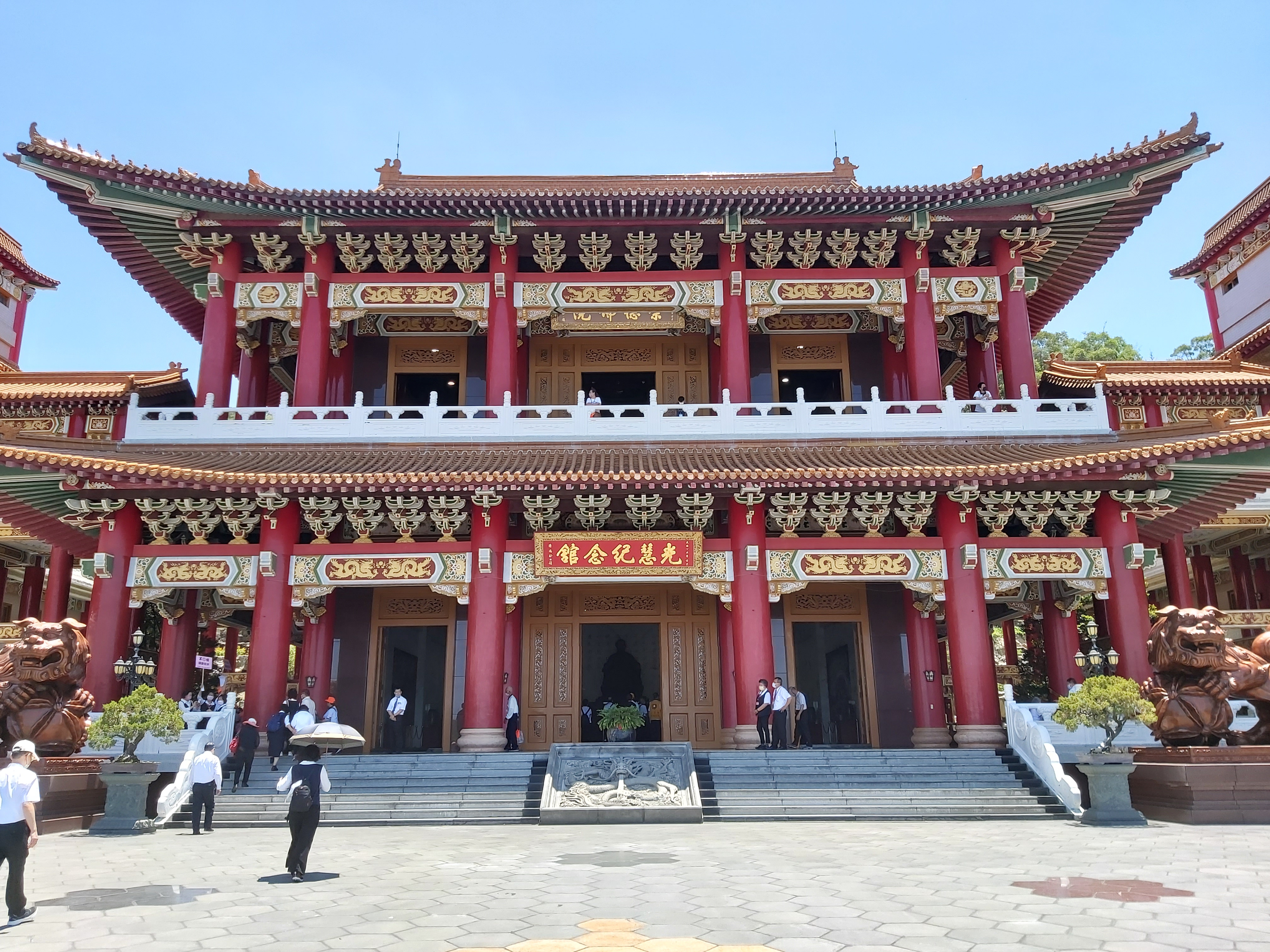
發一崇德道務中心：光慧文教館

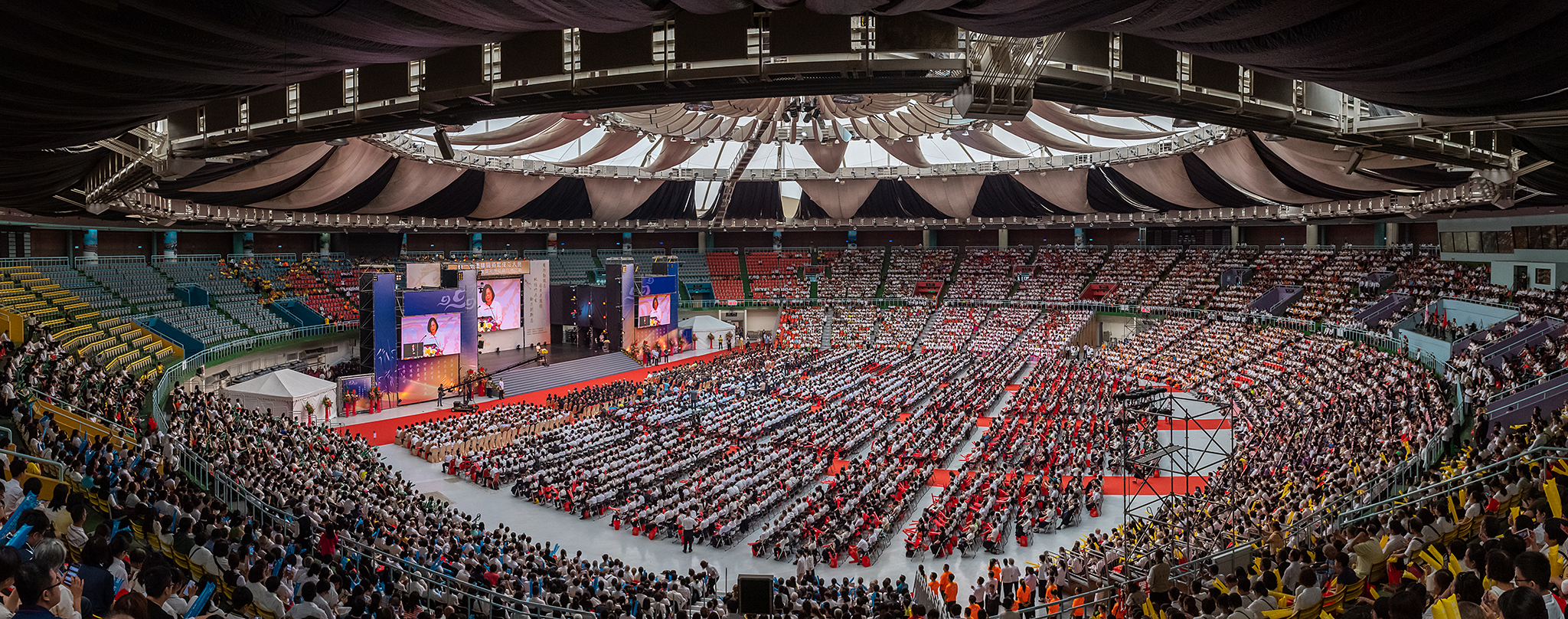
發一崇德桃園道場成立大會（2019年）

發一崇德為一貫道的一支組線，屬於發一組。發一崇德由陳鴻珍前人創建，為發一組十一條支線中較大四者之一，亦是發展中最具規模的一條支線。其發跡於雲林道場。:10

## 發展

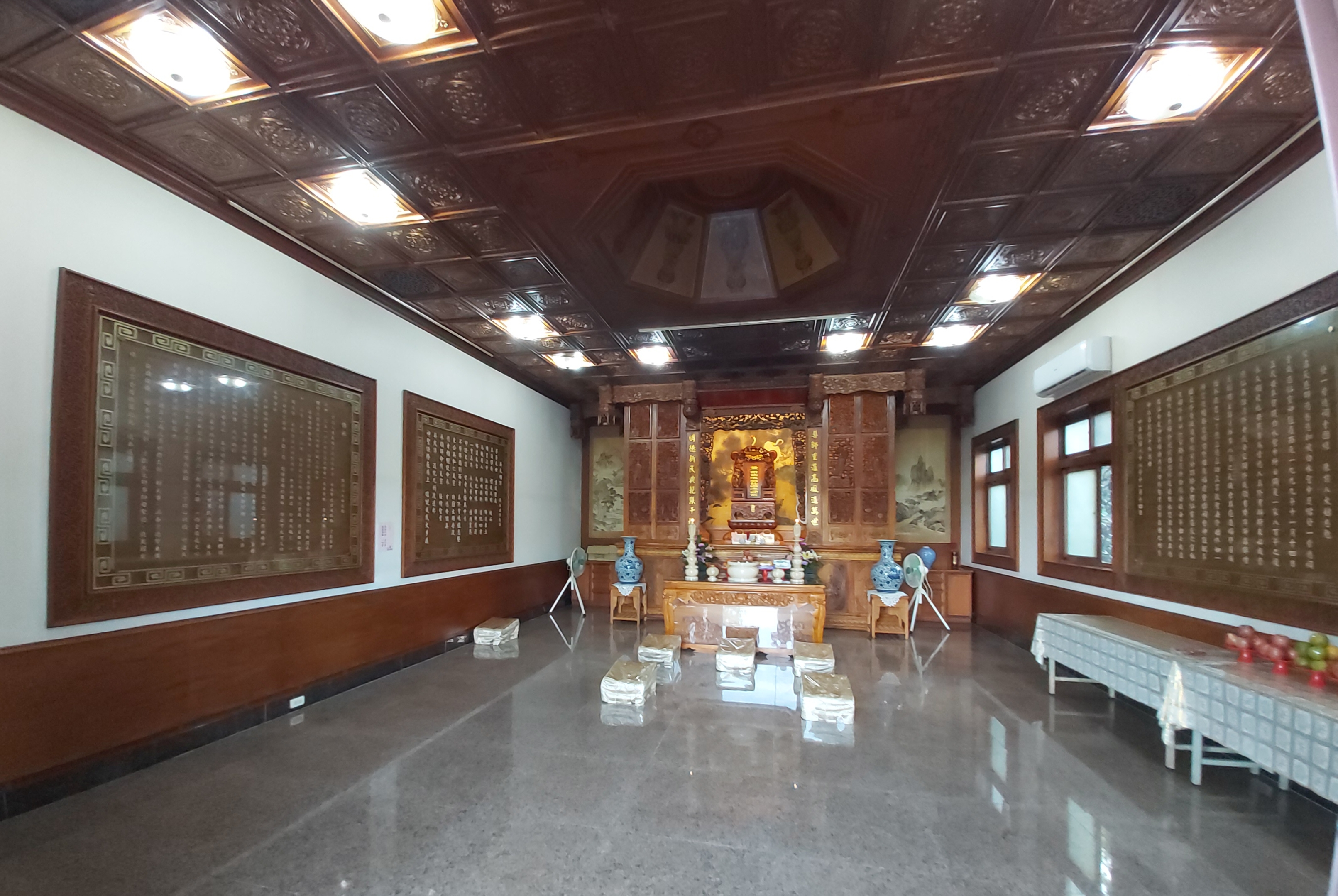
臺中市霧峰區金陵山崇德園內的「發一崇德祠堂」，供奉發一崇德辦道以來已故歷代先賢、仙靈神位。

發一崇德隸屬於發一組，因此，說明其發展歷史，將由發一組歷史開始談起。

### 發一組早期的發展
發一組可以追溯到韓雨霖老前人（又名韓恩榮）1939年其經營的天津大德隆染織廠內，開設的一貫道道壇「同興壇」，因距離一貫道師尊張天然在天津的「天真總壇」甚近，所以逐漸成為天津地區道務推展核心。:57-581940年，發一崇德創建前人陳鴻珍在天津明德壇入道，後來多在同興壇辦道:59。1947年初，韓恩榮在同興壇神職人員的聚會上提起到臺傳道事宜，劉振奎前人、陳鴻珍前人等人率先前往臺灣，次年韓恩榮亦前往臺灣:72。1947、48年間，約有20餘名神職人員來臺:73。
初到臺灣的發一組人員由韓雨霖領導，在台北市東門市場經營「同德商行」維生並居住在該店內。韓、陳等人初至臺灣時，屢遭阻礙。1949年6月，來自雲林縣斗六的李清賀在斗六車站旁買了一幢建築經營「青年照相館」，在其內設立發一組在臺首間佛堂，後因「官考」而先後遷至太和旅社、斗六崇修堂。:52-53

### 雲林發跡

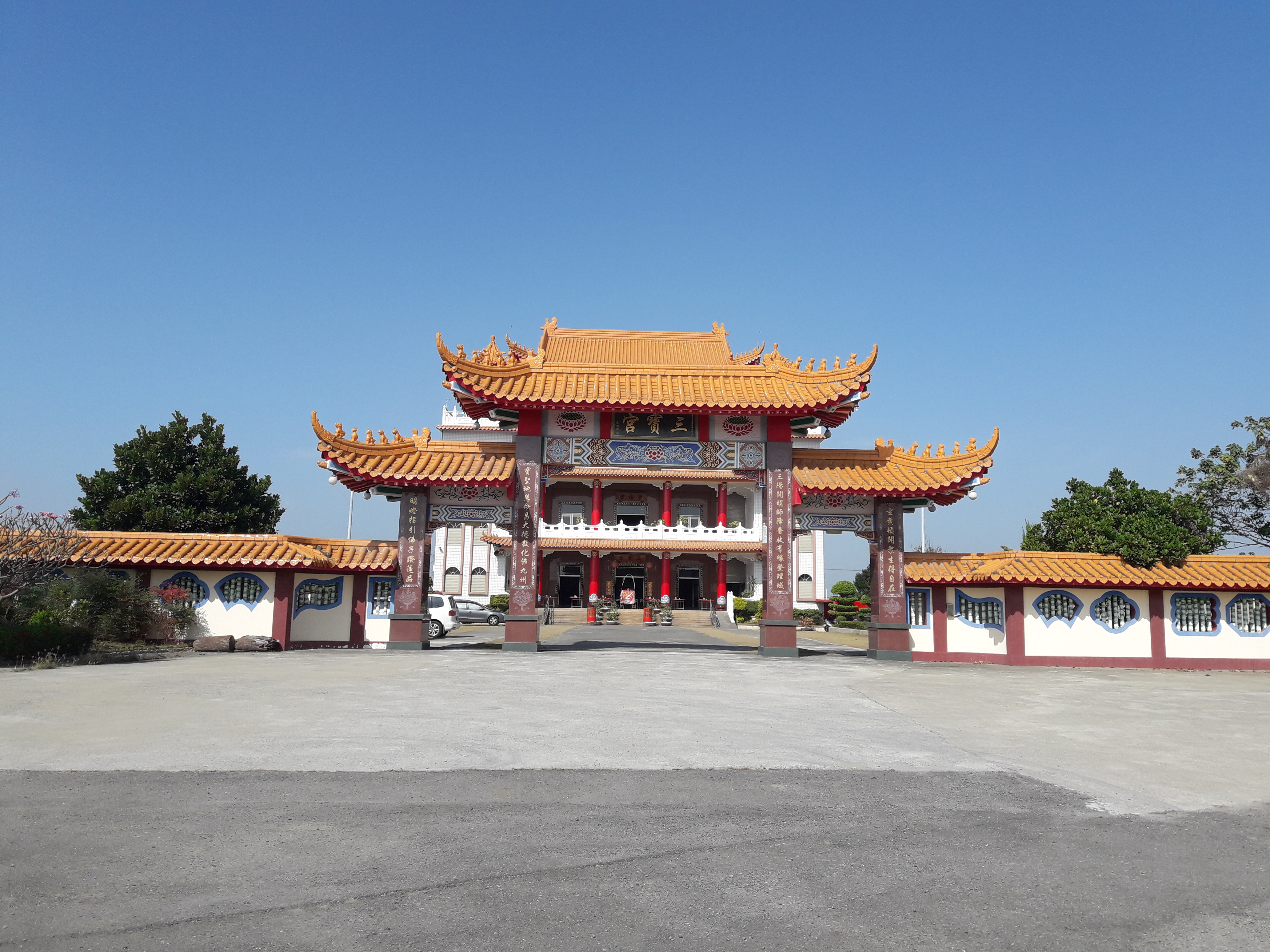
發一崇德雲林道場六和區的廟宇佛堂三寶宮

斗六崇修堂原本是鸞堂，堂主林書昭改信一貫道後，主動提供該堂作為傳道基地。:63陳鴻珍整合鸞堂信仰，由其帶領親手栽培的親信賴毓秀（賴阿秀）、劉靜修（劉阿秋）、何束系、林麗珠四名點傳師擴展傳道版圖。韓恩榮歸空後，韓左右因相信陳鴻珍獲得天命，而加入發一崇德，壯大其聲勢。續留發一組的支線由陳鴻珍領導，發一崇德因而成為發一組旗下最大支線；陳鴻珍歸空後，則各自發展。:45
發一崇德組線歷經陳鴻珍、韓萬年改革，仿企業制度化經營，組線規模龐大。:93-99臺灣其他組線因並無開沙之儀式，該教經典《暫定佛規》又規定僅祖師得任命點傳師此神職人員，只能等待一位點傳師逝世，方能由該組線領導人任命他人遞補。不過，發一崇德組線相信自己隸下佛堂開沙時，主神明明上帝示意陳、韓二人承接韓父韓恩榮（20世紀中後期發一組主要領導人）自師母孫素貞處取得之「天命」（授予道徒點傳師神職的權力）:73-74，因此由韓萬年等領導階層任命點傳師（道內稱「放命」），規模逐年龐大，現已成為臺灣一貫道人數數一數二的組線:10。1999年，位於南投縣草屯鎮的全球道務中心暨世界總壇光慧文教館落成啟用。

## 組織制度
發一崇德組線早期透過陳鴻珍與各點傳師間一條線式聯繫，輔以神聖性質的三才開沙，領導平順。1980年因臺北道場三才公開證稱其仙佛附身為假，陳鴻珍及三才、仙佛批訓之真實性遭到道內知識分子很大質疑，陳鴻珍於是展開改革，將發一崇德制度化，建立「忠義字班十組」制度（義字班負責學界道務，忠字班負責道場各區道務，各公共佛堂下設十組以綜理道內庶務）。另外，陳鴻珍也設立「三界一元制」，社會界主一般道務，學界主大專院校道務，青少年界主國高中道務之發展。:93-99
「忠義字班十組」與「三界一元」制關係為：一般信徒歸入「社會界」、大專院校學生入「學界」、中學生入「青少年界」，統一接受當地分區道場「忠義十字班」單線管理，為該組線制度化之特色。
崇德發事業股份有限公司、光慧文化事業股份有限公司（光慧書局）也隸屬於一貫道發一崇德單位。

### 學界與伙食團
1967年，一群臺中逢甲理工學院（今逢甲大學）的學生入道，陳鴻珍相信知識分子入道將對傳教有所幫助，對大專學生特別關照，並以逢甲理工學院學生，成立「伙食團」。:9繼而，臺灣大專院校，陸續設置學生社團（通常稱為「崇德青年社」）。發一崇德在「學界」的深耕，使所有信奉一貫道的大專青年，幾乎十之八、九都集中在這一支線。:13
發一崇德組線配合政府舉行公益活動、社會服務，在活動中任用「學界」道徒採行「帶動唱」，意欲帶給社會一貫道陽光、年輕之感覺，後成為該組線辦理活動之一大特色。

### 慈善、文教事業
一貫道發一崇德單位設立慈善基金會，提倡「心靈的環保」、素食養生等觀念，並設養老院、育幼院等慈善機構。該單位亦普設文化教育基金會，推廣中國傳統道德、「國學」，辦理讀經班。
文化教育基金會方面，最早成立者為1985年成立的財團法人崇德文化教育基金會，以韓雨霖為董事長，其後陸續成立崇仁、光慧、崇義、崇禮等文化教育基金會。這些基金會頒發獎學金予大專院校學生（「學界」信徒），也會舉辦夏令營。上述基金會曾經獲得中華民國教育部推行社教有功團體獎。
慈善方面，韓雨霖1990年創辦的「財團法人臺灣省私立信義慈善事業基金會」，以及光明仁愛之家、信義育幼院，在其逝後均由陳鴻珍繼任董事長，實質納入發一崇德單位之下。後為配合陳鴻珍其他「五大文教基金會」（維基百科編註：即上面段落敘述的崇德、崇仁等），改稱「財團法人臺灣省私立發一崇德慈善事業基金會」。

## 點傳師

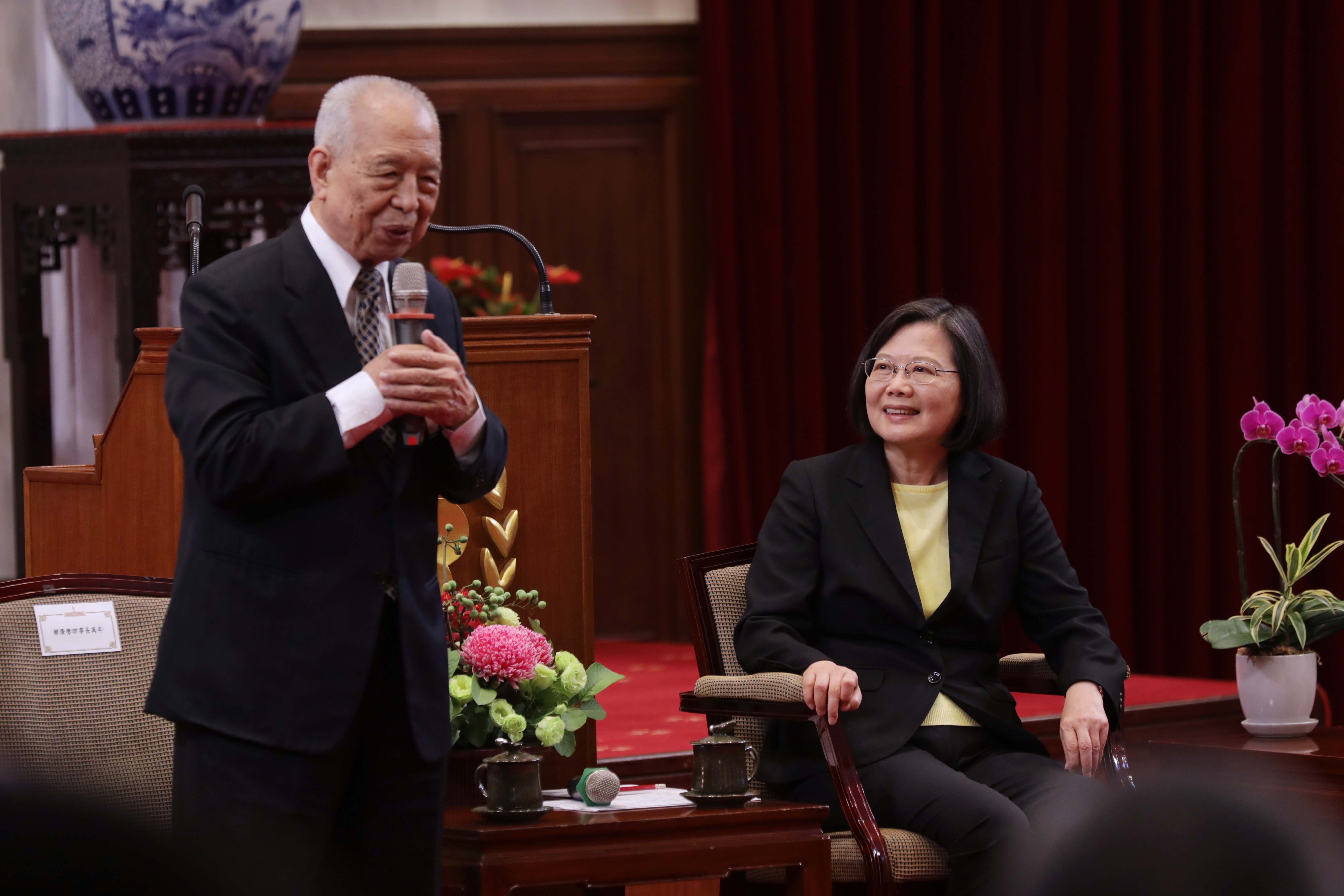
左為韓萬年，右為中華民國總統蔡英文

韓萬年是韓恩榮之子，1948年隨其父赴臺傳道。2011年，無極老母降壇指示「發一組受命者是兒萬年」，韓萬年依此成為發一組第三代領導人。此處所謂「受命者」是領有「天命」的意思，領有「天命」的人被發一組認為是最高領導者，代理無極老母行使權力。:73-74
賴毓秀（賴阿秀）、劉靜修（劉阿秋）、何束系、林麗珠四名點傳師均為雲林縣斗六市人，今日分別領導發一崇德雲林道場六和區、彰興區、祥和區、嘉南區道務。:66何束系宮是引渡林佳桃的點傳師，林佳桃一派佛堂。:73

## 腳註
一貫道者：其意甚深，其理至妙；簡而言之，「一」即是無極之真，先天之妙，至神至明，亦名之曰「理」。「貫」即貫徹一切之意，由無貫有，由始貫終之無極至 理。因此理貫徹天地萬物，而天地萬物各具此理，故曰「一貫」。所謂「道」者，路也。亦即理也。萬事萬物莫不有是路，亦莫不有是理。合乎理者，即合乎道。違 於理者，必背乎道。故一貫道者，合而言之，則是貫徹天地萬物萬事萬類之無極真理。亦即是貫通天地古今中外，普救眾生之光明大道。行於大道，則能返還至善。 行於邪途，則必淪墮重劫。總之，天地萬物，未有出乎一貫之道者。故孔子曰：「誰能出不由戶，何莫由斯也？

道統源流
一貫道的道統源流，可以說是淵遠流長。如果以道的本體上而言，實無法以語言文字思慮來探測祂的源流，誠如朱子《中庸章句註》所說：「道之本原出於天而不可 易，其實體備於己而不可離。」然而在道的跡用上來說，特別在人類文明發展歷程中，可以有善巧方便循流溯源地說明。
一貫道的道統源流，可權分為：一、接續性的道統源流，是指伏羲聖人以降，直至明末清初以前，天時因緣尚未成熟，此時的
「一貫道」，即是歷代聖神乘愿應運傳 承的性理心法，日漸開闡「一貫道」的無盡寶藏。二、開創性的道統源流，是指清順治年間，天時因緣已趨成熟，黃德輝祖師在江西廬山領受天命，續為一貫道東方 後第九代祖，開創「先天道」，這就是現在「一貫道」正式以傳道團體應運普渡收圓的起源。直志清光緒十二年(1886年)，劉清虛祖師承命為十六代祖師，正式將道門稱為「一貫道」，這就是現今「一貫道」名稱的由來。清光緒三十一年(1905年)，路中一祖師承命為十七代祖師，視為白陽初祖。
民國十九年(1930年)，張天然師尊、孫慧明師母，稟承上天之明命，為十八代祖師，是為白陽二祖，辦理末後一著，普渡收圓大事，道傳世界各國。
師尊師母雖已成道歸天，但是天命性理真傳仍然繼續普傳於世間，並由各組線道場代表明師的點傳師，續開萬八年的天命薪傳，普令一切眾生圓成還鄉覺路，合德同心成就彌勒家園，世界大同。

## 外部連結
- 發一崇德全球資訊網 （页面存档备份，存于）

1. ↑  一貫道對於政府取締的稱呼